# Otto Gmelin
Otto Helmuth Gmelin (Wangen im Allgäu, Alemania; 5 de julio de 1876 — Esslingen am Neckar, Alemania; 29 de octubre de 1925) fue un dirigente deportivo alemán, noveno presidente del Fútbol Club Barcelona, entre 1909 y 1910.

## Biografía
Nacido en 1876 en Alemania, se trasladó a Barcelona para dedicarse la importación y comercio de productos coloniales. Ingresó en el FC Barcelona de la mano del fundador del club, Hans Gamper. Ambos entablaron amistad en Barcelona, pues eran miembros de la comunidad protestante helvético-germana de la ciudad y pertenecían a la misma iglesia. Gmelin nunca jugó a fútbol con la camiseta azulgrana, aunque se vistió de corto para arbitrar algunos partidos.
El 14 de octubre de 1909, cuando Gamper dimitió de su primera presidencia, los socios eligieron como sucesor a su hombre de confianza, Otto Gmelin, a cambio que el suizo aceptase seguir en la junta directiva como tesorero. Con Gmelin el Barcelona vivió la mejor temporada deportiva de su historia hasta ese momento, conquistando su primer triplete. Se proclamó por primera vez campeón de España, tras remontar al Español de Madrid un 0-2 adverso en el partido final. En el campeonato de Cataluña se impuso con gran superioridad y sin ceder un punto. El trío de títulos se completó con la conquista de la Copa de los Pirineos, primer título internacional que llegó a la vitrinas barcelonistas. El colofón a la temporada fue la disputa, por vez primera, de un partido contra un equipo profesional, el Cardiff Corinthians de Gales, que terminó con victoria azulgrana por un contundente 4-1.

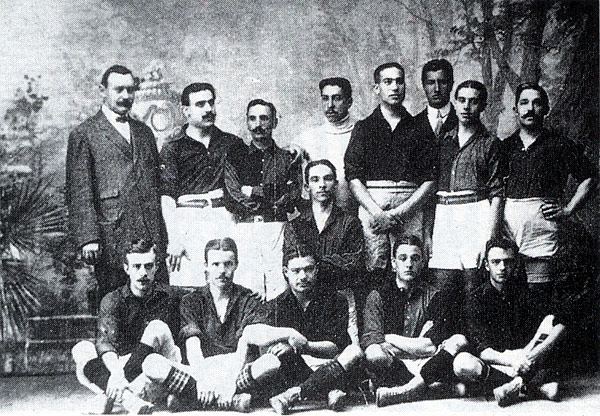
Gmelin (de pie, tercero por la derecha) con la plantilla ganadora del triplete. Fue la última temporada que los azulgrana vistieron calzón blanco.

Para celebrar los éxitos deportivos de la temporada, el 17 de julio de 1910 el FC Barcelona estrenó su primer himno oficial, compuesto por José Antonio Lodeiro Piñeiros, siendo el primer club español en contar con himno propio. Durante la presidencia de Gmelin hubo otras novedades significativas en los símbolos de club, como la adopción del actual escudo en forma de olla, diseñado por Carlos Comamala. También hubo cambios en el uniforme: los pantalones de color blanco, usados desde la fundación del equipo, se reemplazaron por los azules, que siguen vigentes.
Tras un mandato de once meses, Gmelin dejó la presidencia de nuevo en manos de Gamper el 17 de septiembre de 1910. Con el suizo al frente del club, volvió a formar parte de la directiva como vocal, la temporada 1911-12.
Al margen del fútbol, Gmelin fue un gran aficionado al tenis, como jugador y, sobre todo, como juez. Fue uno de los pioneros de la sección de tenis de FC Barcelona y, junto a su amigo Gamper, fue directivo de la Asociación de Lawn-Tenis de Barcelona, antecesora de la actual Real Federación Española de Tenis, en representación del club azulgrana.
Gmelin era popularmente conocido como «Gran Otto» por su corpulencia física, aunque gran parte de su vida estuvo marcada por problemas de salud. Víctima de una larga enfermedad, en sus últimos meses de vida regresó a su Alemania natal, donde falleció en 1925.